# Black Christmas (film, 2006)
Cet article concerne le remake de 2006. Pour le film original de Bob Clark, voir Black Christmas (film, 1974). Pour le remake de 2019, voir Black Christmas (film, 2019).
Pour les articles homonymes, voir Black Christmas.
Pour plus de détails, voir Fiche technique et Distribution.
Black Christmas, ou Noël Noir au Québec, est un film de Noël horrifique américano-canadien réalisé par Glen Morgan et sorti en 2006.
Il s'agit d'un remake du film canadien film du même titre, sorti en 1974. Néanmoins, il reprend seulement les bases de l'original et met en scène une histoire modifiée avec de nouveaux personnages.
Lors de sa sortie, il reçoit des critiques généralement négatives néanmoins, il réalise une performance correcte au box-office, réussissant à rembourser son léger budget de 9 millions de dollars.

## Synopsis
Le soir de Noël, dans une sororité, une jeune fille nommée Clair Crosby (Leela Savasta) se fait tuer par une personne inconnue avec un stylo-plume et un sac poubelle étouffant ses cris.
Dans un institut psychiatrique, le tueur en série Billy Lenz (Robert Mann) prépare son évasion pour retourner dans son ancienne maison, celle-ci servant maintenant à accueillir les membres de la sororité.
À la sororité, Kelli Presley (Katie Cassidy) commence à fêter Noël avec ses "sœurs" : Melissa (Michelle Trachtenberg), Heather (Mary Elizabeth Winstead), Dana (Lacey Chabert), Lauren (Crystal Lowe), Megan (Jessica Harmon), ainsi que Mme Mac (Andrea Martin), une femme d'âge mûr élue responsable de la sororité.
À l'institut psychiatrique, Billy Lenz s'évade en tuant un gardien et en prenant le déguisement de père Noël d'un homme, tuant aussi ce dernier au passage.
Refusant de rejoindre les filles pour célébrer, Megan se rend au grenier et se fait tuer par l'assassin de Clair. Pendant ce temps, Mme Mac raconte le drame qui s'est déroulé dans la maison une vingtaine d'années plus tôt : Billy Lenz assista au meurtre de son père par sa mère et se fit enfermer dans le grenier par sa mère et l'amant de celle-ci. Les filles reçoivent un appel de l'assassin qui se sert du portable de Clair, dont on commence à remarquer la disparition. Eve Agnew (Kathleen Kole), une autre sœur sans famille avec qui célébrer Noël, arrive alors tandis qu'Heather qui se prépare à rentrer chez elle. Eve disparait peu de temps après. Le récit se poursuit, il est révélé que la mère de Billy (Karin Konoval) a eu des relations sexuelles avec son fils quand il avait 12 ans et que de cette consanguinité s'était suivie la naissance d'une fille, Agnès. Quelques années plus tard, Billy tua son beau-père (Howard Siegel) et sa mère et arracha l'œil d'Agnès qui fut envoyée dans un orphelinat.
Les filles reçoivent un autre appel, provenant cette fois du portable de Megan. Le petit ami de Kelli, Kyle (Oliver Hudson) arrive et tente de cacher l'ordinateur de Megan, sur lequel se trouve une vidéo montrant ses ébats avec elle. La sœur de Clair, Leigh (Kristen Cloke), entre dans la maison et commence à chercher sa sœur. Lauren est obligée de garder le lit à la suite de vomissement causés par une soirée bien arrosée. Kelli découvre la vidéo de Kyle et le met dehors. Une panne d'électricité survient. 
Leigh demande à Dana d'aller à la boîte à fusibles sous la maison, mais Dana se fait tuer par l'assassin avec un outil de jardinage. Le portable de Dana est utilisé pour appeler les filles restantes et transmettre un message inquiétant. Leigh et Heather sortent et vont jusqu'à la voiture d'Eve, tandis que Kelli et Melissa tente d'ouvrir le chemin menant à la boîte à fusibles. Heather et Leigh découvrent la tête décapitée d'Eve dans sa voiture et les filles rentrent dans la maison.
Kelli décide de rester dans la maison, de même que Leigh et Melissa, la première pour trouver sa sœur, la deuxième pour veiller sur Lauren. Heather et Mme Mac, elles, décident de prendre la voiture et d'aller au poste de police dans la vallée. Cependant, alors que Mme Mac nettoie le pare-brise de la voiture, Heather se fait tuer par Billy dans l'habitacle et Mme Mac se fait transpercer la tête par une stalactite tombant du toit.
Allant dehors voir pourquoi Heather et Mme Mac ne partent pas, Kelli et Leigh laissent Melissa avec Lauren à l'étage et sortent. Le meurtrier tue alors Melissa avec des patins à glace et Lauren avec une statue de licorne. Kelli et Leigh reviennent dans la maison avec Kyle, qui est revenu, et décident d'aller au grenier, où se trouve Billy, afin de le combattre. Malheureusement Kyle se fait tuer dans le grenier par le mystérieux assassin et Leigh passe à travers le plancher et atterrit dans la chambre d'Eve. Kelli comprend avec horreur que le mystérieux meurtrier de mèche avec Billy n'est autre qu'Agnès (Dean Friss). Kelli et Agnès tombent dans le mur creux et Leigh parvient à sortir Kelli en trouant le mur. Les deux filles survivantes mettent le feu à la maison.
À l'hôpital, Leigh comprend qu'Agnès n'est pas morte, elle a échangé sa place dans les sacs mortuaires avec Clair. Leigh se fait tuer par Agnès et Kelli parvient à tuer Agnès avec le défibrillateur. 
Kelli est donc la seule survivante.

## Fiche technique
- Titre original et français : Black Christmas
- Titre québécois : Noël Noir
- Réalisation : Glen Morgan
- Scénario : Glen Morgan d'après le scénario de 1974 de Roy Moore
- Musique : Shirley Walker
- Photographie : Robert McLachlan (en)
- Montage : Chris G. Willingham
- Décors : Tony Wohlgemuth et Mark Lane
- Costumes : Gregory Mah
- Langue : anglais
- Budget de production (Estimation) : 9 000 000 $[1]
- Genre : horreur, slasher
- Durée : 84 minutes / 92 minutes version non censurée
- Format : couleur - 1,85:1 - Dolby Digital - 35 mm
- Dates de sortie : 
  - États-Unis : 25 décembre 2006
  - France : 25 octobre 2007 (DVD)
- Classification :
  - États-Unis : R - Restricted[2]
  - Canada : 14A en Ontario, 13+ au Québec[2]
  - France : Interdit aux moins de 12 ans lors de sa sortie en vidéo[3]

## Distribution
- Katie Cassidy (VQ : Marika Lhoumeau) : Kelli Presley
- Kristen Cloke (VQ : Camille Cyr-Desmarais) : Leigh Colvin
- Michelle Trachtenberg (VQ : Pascale Montreuil) : Melissa Kitt
- Mary Elizabeth Winstead (VQ : Geneviève Désilets) : Heather Fitzgerald
- Lacey Chabert (VQ : Renée Cossette) : Dana Mathis
- Andrea Martin (VQ : Élise Bertrand) : Barbara 'Mme. Mac' MacHenry
- Crystal Lowe (VQ : Viviane Pacal) : Lauren Hannon
- Oliver Hudson (VQ : Tristan Harvey) : Kyle Aurty
- Karin Konoval : Mère de Billy
- Dean Friss : Agnes (Adulte)
- Robert Mann : Billy Lenz (Adulte)
- Jessica Harmon : Megan Helms
- Leela Savasta : Clair Crosby
- Kathleen Kole : Eve Agnew
- Cainan Wiebe : Billy Lenz (Enfant)
- Christina Crivici  : Agnes (Enfant)
- Howard Siegel : Beau-père de Billy
- Peter Wilds : Frank Lenz, le père de Billy
- Michael Adamthwaite : Homme déguisé en père noël

## Production

### Casting
Kristin Cavallari a refusé le rôle de "Kelli" tandis que Camilla Belle et Amber Tamblyn ont refusé le rôle de "Heather" en raison de conflits d'horaire. Camilla Belle travaillait sur un autre film, tout comme Amber Tamblyn, qui tournait The Grudge 2.[réf. nécessaire]
Andrea Martin, qui joue le rôle de Mme Mac dans le film, a aussi tenu le rôle de Phyllis Carlson dans le film original (Black Christmas (film, 1974)).
Amanda Seyfried a auditionné pour le rôle principal de Kelli, mais Katie Cassidy a obtenu le rôle.
Mary Elizabeth Winstead et Crystal Lowe ont joué toutes les deux dans Destination finale 3 la même année.

### Tournage
Le film a été tourné au Canada en 29 jours.
Lacey Chabert s'est blessée à la jambe sur le premier jour de tournage. L'actrice a pris l'avion pour Los Angeles pour voir un médecin, et par le plus grand des hasards, le médecin qui l'a soigné était le beau-père de sa co-star, Katie Cassidy.

### Version française
Heather, le personnage incarné par Mary Elizabeth Winstead, ne s'appelle pas Heather dans la version française mais Esther.